# Gmina Cirkulane
Gmina Cirkulane (słoweń.: Občina Cirkulane) – gmina w Słowenii. W 2002 roku liczyła 2300 mieszkańców.

## Miejscowości
Miejscowości wchodzące w skład gminy Cirkulane:

- Brezovec
- Cirkulane – siedziba gminy
- Dolane
- Gradišča
- Gruškovec
- Mali Okič
- Medribnik
- Meje
- Paradiž
- Pohorje
- Pristava
- Slatina
- Veliki Vrh